# Stazione di Hyères
La stazione di La Hyères (In francese Gare d'Hyères) è una stazione ferroviaria posta sulla linea La Pauline-Hyères - Salins-d'Hyères, a servizio di Hyères, situata nel dipartimento del Varo, regione Provenza-Alpi-Costa Azzurra.
È servita da TGV e dal TER.

## Storia
La stazione venne inaugurata nel 9 dicembre 1875 come di stazione passante. Nel 24 maggio 1940 il servizio passeggeri fu sospeso, ma venne riaperta il 23 maggio 1971 insieme alla tratta La Pauline-Hyères - Salins-d'Hyères. Da allora è diventata stazione di testa.

## Cinema
La stazione compare nel film Le Gendarme et les gendarmettes del 1982 con Louis de Funès il suo ultimo film.